# Ctenophthirus cercomydis
Ctenophthirus cercomydis är en insektsart som beskrevs av Ferris 1922. Ctenophthirus cercomydis ingår i släktet Ctenophthirus och familjen ledlöss. Inga underarter finns listade i Catalogue of Life.